# Bobby Burling
Robert Charles „Bobby“ Burling (* 15. Oktober 1984 in Clear Lake City, Texas) ist ein US-amerikanischer Fußballspieler auf der Position eines Abwehrspielers.
Seit 2015 steht er bei den Colorado Rapids mit Spielbetrieb in der Major League Soccer, der höchsten nordamerikanischen Fußballliga, unter Vertrag.

## Karriere

### Lewis-Palmer High School
Bobby Burling wurde am 15. Oktober 1984 als Sohn von James „Jim“ und Michelene „Micci“ Burling in der zur Metropolregion Greater Houston gehörenden Stadt Clear Lake City im US-Bundesstaat Texas geboren. Er hat eine Schwester namens Becci und einen älteren Bruder namens Jimmy (* 1983), der im fortgeschritteneren Alter ebenfalls als College-Fußballspieler an der Loyola Marymount University aktiv war. Nachdem er bereits in seiner Kindheit begann Fußball zu spielen kam er im fortgeschrittenen Alter an die Lewis-Palmer High School in Monument, Colorado, wo er auch einen Großteil seiner Kindheit verbrachte und aufwuchs. Bereits in jungen Jahren spielte er mit Travis Myernick, dem Sohn des 2006 im Alter von 51 Jahren verstorbenen Fußballspieler und -trainers Glenn Myernick, zusammen in einer Nachwuchsfußballmannschaft. An der High-School war der großgewachsene Burling nicht nur in der Fußballmannschaft der Schulsportabteilung im Einsatz, sondern war auch ein ebenso erfolgreicher Basketballspieler. Dabei war er in allen vier Jahren ein Letterman im Fußball und ebenso ein vierfacher Letterman im Basketball.
Des Weiteren war er in seinem Junior- und seinem Senior-Jahr der Mannschaftskapitän der Fußball- und der Basketballmannschaft. Darüber hinaus war er ein dreifacher All-Colorado Springs, All-Colorado und All-Colorado Springs Metro League-Pick in beiden Sportarten. Vier Jahre in Folge wurde er zum Academic All-State im Fußball und in drei Jahren zum Academic All-State im Basketball ernannt. Des Weiteren war er ein vierfacher Academic All-League in beiden Sportarten und gewann unter anderem im Jahre 2002 den State Cup MVP Award im Fußball. Zwischen 2000 und 2002 wurde er in drei aufeinanderfolgenden Jahren in die Auswahl fürs Colorado Soccer Coaches All-Star Game geholt. Als Junior und als Senior erhielt er All-State Honors in beiden Sportarten. Während seiner High-School-Zeit traten als seine Fußballtrainer Vic Garcia und Kurt Clark in Erscheinung. Im Jahre 2003 schloss Bobby Burling die Lewis-Palmer High School erfolgreich ab und zog in weiterer Folge die Loyola Marymount University der Santa Clara University, der University of San Diego und der United States Air Force Academy vor.

### Loyola Marymount University

#### Rookie-Jahr 2003
Bereits in seinem Rookie-Jahr kam Burling für das Herrenfußballteam der Loyola Marymount Lions, so der Name der Sportabteilung der Loyola Marymount University (LMU), in allen 20 Ligaspielen zum Einsatz, wobei er auch in all diesen Partien von Beginn an am Rasen war. Zu dieser Zeit kam er, wie bereits in seiner früheren Jugend, als Offensivspieler zum Einsatz und kam bis zum Ende des Spieljahres auf eine Bilanz von drei Toren und fünf Torvorlagen. Dabei hatte er die drittmeisten Assists seiner Mannschaft in diesem Jahr beigesteuert und zudem die drittmeisten Scorerpunkte der Lions in diesem Jahr erreicht. Aufgrund seiner Leistungen folgten in diesem Jahr Wahlen in die Auswahlen des Falcon Invitational und des LMU Fall Classic All-Tournaments. In diesem Jahr kam er auch an der Seite seines älteren Bruders Jimmy, der wie Bobby ein ebenso erfolgreicher Basketballspieler ist und diese Sportart auch am College weiter ausübte, zum Einsatz. Bobby Burling, der als Hauptstudiengang Business Marketing gewählt hatte, hatte sich vor dem Studienbeginn dazu entschlossen, ausschließlich für die Fußballmannschaft zum Einsatz zu kommen. In diesem Jahr erhielt er zum ersten Mal eine WCC Honorable Mention.

#### Sophomore-Jahr 2004
Im darauffolgenden Sophomore-Jahr 2004 absolvierte Burling abermals alle Meisterschaftsspiele seiner Mannschaft, wobei er in 21 der 22 Matches von Beginn an als Stammspieler agierte. In der Conference- und in der Gesamtwertung rangierte er als fünftbester Torschütze der Loyola Marymount Lions, wobei er bei Conference-Spielen zwei Tore und drei Assists und in der Gesamtwertung drei Tore und vier Assists beigesteuert hatten. Eine individuelle Ehrung in diesem Jahr war für ihn die Wahl ins NSCAA Far West Region Third Team. In der ersten Hälfte dieses Spieljahres kam er auch noch oftmals an der Seite seines älteren Bruders, der als Abwehrspieler auflief, zum Einsatz; Jimmy Burling verletzte sich jedoch im weiteren Saisonverlauf und viel für den Großteil der zweiten Saisonhälfte vom laufenden Spielbetrieb aus. In der spielfreien Zeit an der Universität kam Burling im Spieljahr 2004 erstmals auch im Herrenfußball zum Einsatz, als er 14 Ligaspiele für Colorado Springs Blizzard mit Spielbetrieb in der viertklassigen USL Premier Development League absolvierte und dabei ein Tor erzielte. Sein Team, das in diesem Jahr 18 Meisterschaftsspiele absolvierte, rangierte im Endklassement auf dem siebenten von neun Plätzen in der Heartland Division, einer der beiden Ligen der Central Conference und einer von insgesamt acht Divisions in der USL PDL in diesem Jahr.

#### Junior-Jahr 2005
In seinem Junior-Jahr 2005 konnte er seine Leistungen noch einmal deutlich erhöhen, wobei er mit fünf Toren und vier Torvorlagen und daraus resultierenden 14 Scorerpunkten der zweitbeste Scorer seines Teams war. In diesem Jahr erhielt Burling, der in 16 seiner 19 Ligaeinsätze von Beginn an am Rasen war, eine WCC Honorable Mention und war bereits in diesem Jahr in den Kategorien Tore, Assists und Scorerpunkte unter den Top 10 der College-Karrieren im Recordbook seiner Universität. Sein für ihn persönlich erfolgreichstes Spiel absolvierte er am 5. September 2005, als er bei einem Spiel gegen die University of North Florida zwei Treffer und eine Torvorlage beisteuerte. Im Anschluss auf diesen Sieg erhielt er eine UC Irvine College Classic All-Tournament-Ehrung. Zudem führte er seine Mannschaft in diesem Jahr mit einer Quote von 68,6 % Schüssen aufs Tor an und war mit 24 Torschüssen ebenfalls Führender in dieser Wertung bei den Loyola Marymount Lions. Mit 35 Scorerpunkten rangierte er im Spieljahr 2005 teamintern auf dem zweiten Platz. Im September 2005 wurde Bobby Burling zum LMU/Enterprise Male Student-Athlete of the Month ernannt.

#### Senior-Jahr 2006
Nachdem er drei Jahre lang als Stürmer für die Loyola Marymount Lions in Erscheinung trat, wurde er in seinem abschließenden Senior-Jahr 2006 von seinem Trainer, dem ehemaligen US-amerikanischen Nationalspieler Paul Krumpe zum Abwehrspieler umfunktioniert. Hierbei kam der als stark, aggressiv und vielseitig einsetzbare geltende Burling, der zudem ein Auge für das Tor haben und für seine Größe unglaublich schnell sein soll, als Mannschaftskapitän und Stammkraft zum Einsatz. Als Innenverteidiger brachte er es im Jahr 2006 auf 13 Scorerpunkte, wobei er die Lions in diesem Jahr in dieser Wertung sogar anführte. Zudem war er in diesem Jahr, zusammen mit Brad Stisser, der ebenso viele Treffer erzielte, mit vier erzielten Toren teaminterner Torschützenkönig und war darüber hinaus mit fünf Assists der beste Vorlagengeber der Lions in diesem Jahr. Für diese Leistungen wurde er, nachdem er 2003 und 2005 „nur“ eine ehrenvolle Erwähnung der WCC erhielt, erstmals ins WCC First Team gewählt. Zu seinen weiteren noch nicht erwähnten individuellen Erfolgen in seiner College-Laufbahn zählen die WCC Commissioner’s Honor Roll in den Jahren 2003, 2004, 2005 und 2006, die Wahl zum LMU Male Athlete of the Year 2006, oder die Wahl ins Harvard Invitational im Jahre 2006. Nach seiner Wahl ins NSCAA Far West Region Third Team im Jahre 2004 wurde er in seinem Abschlussjahr 2006 bereits ins NSCAA Far West Region Second Team gewählt. Während sein Bruder vier Mal in Folge Letterman der Lions war, war Bobby Burling wenigstens in den Jahren 2003, 2004 und 2005 ein Letterman.

#### Im Record Book der LMU
In der Wertung mit den meisten Scorerpunkten in einer College-Karriere an der LMU rangiert Burling aktuell (Stand: 2017) mit 48 Scorerpunkten immer noch auf dem sechsten Platz und wurde in dem letzten Jahr erst um einen Platz nach hinten verdrängt, nachdem er bis zu diesem Zeitpunkt Gesamtfünfter war. Mit seinen 15 Treffern, die er im Laufe seiner College-Karriere erzielte, rangiert er im Record Book seiner Universität aktuell (Stand: 2017) immer noch auf dem neunten Platz. Mit 18 Torvorlagen in einer College-Karriere belegt er aktuell (Stand: 2017) zusammen mit zwei weiteren Spielern den vierten Platz in der Assist-Wertung, nachdem er in dieser bereits jahrelang als einziger Spieler den dritten Platz belegte. In der Wertung mit den meisten spielentscheidenden Treffern in einer College-Laufbahn rangiert er, seit seinem Ausscheiden aus dem College, mit sechs Toren auf dem vierten Platz. Seine 109 abgegebenen Schüsse im Laufe seiner Universitätslaufbahn bringen ihm aktuell (Stand: 2017) noch immer den neunten Platz ein; mit 80 absolvierten Ligapartien ist er aktuell (Stand: 2017) noch immer der am zweitmeisten eingesetzte Spieler in der Geschichte der Herrenfußballmannschaft an der Loyola Marymount Lions; diesen Erfolg teilt er sich mit einem weiteren Spieler und liegt ein Spiel hinter dem aktuell führenden Phil Da Silva. Einige Jahre war Bobby Burling der alleinige Führende in dieser Wertung.

### Über den MLS SuperDraft 2007 in die MLS
Nach seinem College-Abschluss im Dezember 2006 wurde Bobby Burling nur kurze Zeit später im MLS SuperDraft 2007 als 45. Pick in der vierten Runde zum Major-League-Soccer-Franchise Los Angeles Galaxy gedraftet. Dabei war er nach Arturo Torres (2002) der zweite Spieler in der Geschichte der Loyola Marymount Lions, der zu LA Galaxy gedraftet wurde. Nachdem er vom Franchise aus Kalifornien keinen Vertrag angeboten bekommen hatte, wechselte er in weiterer Folge, drei Monate später, zum Ligakonkurrenten CD Chivas USA, bei dem er bereits seit Ende März 2007 mittrainierte. Im Spieljahr 2007 wurde er jedoch in keinem Ligaspiel seiner Mannschaft, die die Spielzeit auf dem ersten Platz in der Western Conference und auf dem zweiten Platz in der zusammengefassten Endtabelle abschloss, eingesetzt. Auch in den saisonabschließenden Play-offs brachte es der großgewachsene Defensivakteur zu keinen Einsatzminuten.
Erst im nachfolgenden Spieljahr 2008 fand Bobby Burling in die Mannschaft und absolvierte dabei 20 von 30 möglich gewesenen Spielen in der regulären Spielzeit, wovon er in 18 von Beginn an als Stammspieler im Einsatz war. Als Zweitplatzierter um den Erhalt des MLS Supporters’ Shield im Jahre 2007 war das Team für die Preliminary Round zur CONCACAF Champions League 2008/09 qualifiziert, unterlag dort jedoch dem Tauro FC aus Panama mit einem Gesamtscore von 1:3 aus Hin- und Rückspiel und schaffte somit nicht die Teilnahme an der Endrunde. Hierbei kam Burling im Rückspiel über die volle Spieldauer in der Abwehrreihe seiner Mannschaft zum Einsatz. Mit dem CD Chivas USA rangierte er im Endklassement der Major League Soccer 2008 auf dem zweiten Platz in der Western Conference und auf dem fünften Platz in der Gesamttabelle. In den darauffolgenden Playoffs schied die Mannschaft abermals bereits im ersten Spiel, den Conference Semifinals gegen Real Salt Lake aus; Bobby Burling kam in einem der beiden Play-off-Spiele zu einem Kurzeinsatz.

### Wechsel zu den San José Earthquakes

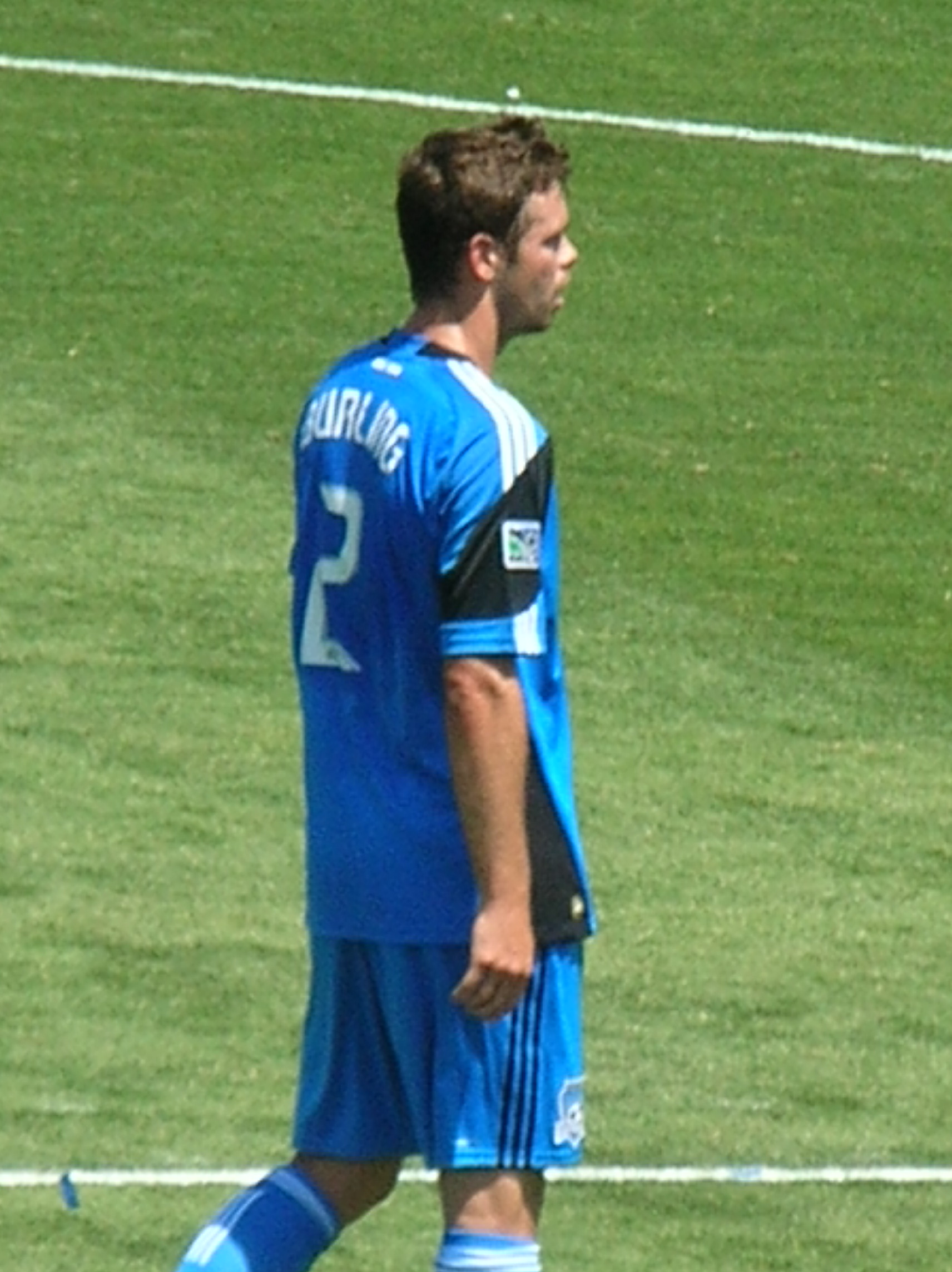
Bobby Burling in einem Ligaspiel gegen Los Angeles Galaxy im August 2010

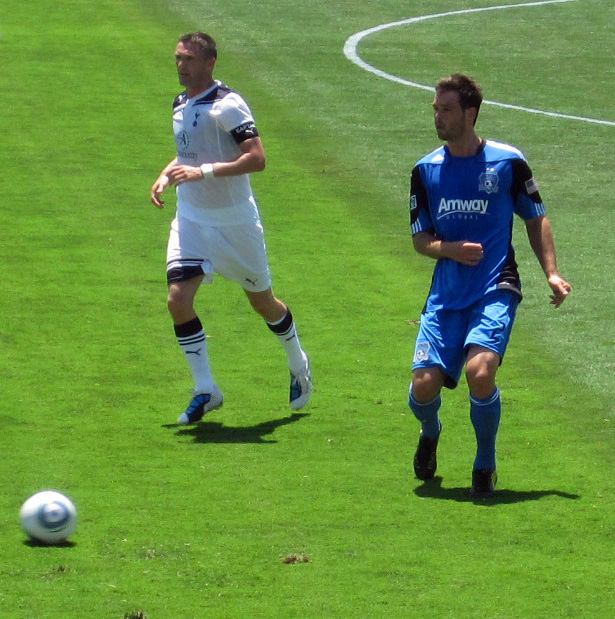
Bobby Burling (rechts) in einem Freundschaftsspiel gegen Tottenham Hotspur im Juli 2010; links = Robbie Keane

Im MLS-Spieljahr 2009 fiel er für einige Monate aus und kam erst am 12. Juli zu seinem ersten Ligaeinsatz in diesem Jahr. Danach absolvierte Burling noch zwei weitere Ligaspiele für die Chivas, ehe er am 11. September 2009 im Tausch für einen Drittrundenpick MLS SuperDraft 2010 zu den San José Earthquakes gehandelt wurde. Vom General Manager der Earthquakes, John Doyle, wurde er als vielseitig einsetzbarer Spieler, der sowohl in der Defensive wie auch in der Offensive zum Einsatz kommen kann, beschrieben. Weiters lobte Doyle die Stärke und Durchsetzungskraft des 1,96 m großen Abwehrrecken. Im Anschluss kam Burling noch in sieben Meisterschaftsspielen für die Quakes zum Einsatz, wobei er bereits in sechs Spielen in der Startformation stand. Im Endklassement belegte das Franchise aus San José in Kalifornien den achten und damit letzten Platz in der Western Conference und rangierten in der zusammengefassten Gesamttabelle nur auf dem 14. von 15 Plätzen, wobei nur die New York Red Bulls noch weniger Punkte erreichten.
Das Spieljahr 2010 verbrachte er bereits großteils als Stammkraft, wobei er bei seinen 18 Meisterschaftseinsätzen in der regulären Spielzeit 16 Mal in der Startelf vorzufinden war. In diesem Jahr gelangen ihm auch sein erster Treffer sowie seine erste Torvorlage in der Major League Soccer. Seinen ersten Treffer in der höchsten nordamerikanischen Fußballliga erzielte er am 9. Mai 2010 bei einem 4:0-Heimerfolg über die New York Red Bulls. Im Endklassement der regulären Saison belegten die Earthquakes Rang 6 in der Western Conference und Rang 8 in der Gesamttabelle. Aufgrund dieser Ligaplatzierung schaffte die Mannschaft auch den Einzug in die saisonabschließenden Play-offs, in denen sie es bis in die Conference Finals brachte und erst dort mit 0:1 gegen den späteren MLS-Cup-Sieger Colorado Rapids unterlag. Aufgrund der Platzierung in der Gesamttabelle qualifizierte sich das Franchise auch für eine Teilnahme an der nordamerikanischen SuperLiga des Jahres 2011, die in weiterer Folge jedoch nicht mehr abgehalten wurde.
Nachdem er bereits im vorangegangenen Jahr zum Stammspieler aufgestiegen war, kam Burling auch im Spieljahr 2011 unter seinem Trainer Frank Yallop als Stammkraft in der Abwehrkette zum Einsatz. Der 52-fache kanadische Nationalspieler setzte ihn in 23 von 34 möglich gewesenen Spielen in der regulären Spielzeit ein, wobei er in allen 23 Partien von Beginn an startete und selbst in dieser Saison torlos blieb, jedoch einen Assist für seine Teamkameraden beisteuerte. Vor allem in den ersten zwei Monaten saß er beinahe ausschließlich auf der Ersatzbank und kam nicht zum Einsatz; erst ab Mai 2011 wurde er wieder als Stammkraft berücksichtigt. Am Ende der Saison belegte Burling mit seinen Quakes den siebenten Platz in der Endtabelle der regulären Saison und den 14. Rang in der Gesamttabelle. Gleich im Anschluss an dieses Spieljahr wurde der 1,96 m große Abwehrspieler ein weiteres Mal an ein anderes Franchise abgegeben.

### Rückkehr zum CD Chivas USA
Über den MLS Expansion Draft 2011, der am 23. November 2011 für das Expansionsteam Montreal Impact abgehalten wurde, kam Burling als vierter Pick nach Brian Ching, Zarek Valentin und Justin Mapp zum neuen Franchise aus Kanada. Da ihn die Verantwortlichen von Montreal Impact daraufhin nicht unter Vertrag nahmen, wurden seine MLS-Spielerrechte, die noch bei Montreal lagen, im Juli 2012 gegen einen Internationalen-Spieler-Kaderplatz für 2013 mit dem CD Chivas USA getauscht. Bei den Chivas war er davor bereits zwei Wochen beim Probetraining gewesen und hatte zwei Spiele in der MLS Reserve League absolviert. Da er davor monatelang keine Aussichten auf ein Engagement bei Montreal Impact hatte, versuchte er sein Glück bei mehreren europäischen Vereinen und war dabei unter anderem bei den Kickers Offenbach aus Deutschland und der VV St. Truiden aus Belgien im Gespräch. Bei letztgenanntem belgischen Erstligisten hatte er im April/Mai 2012 auch ein längeres Probetraining und kam während dieser Zeit bei seinem Landsmann und ehemaligen Teamkollegen Sacha Klještan unter. Nach Belgien wollte er sein Glück auch in Dänemark versuchen, kam er schon bald darauf ohne Vertragsangebot in die Vereinigten Staaten zurück. Nachdem seine Rechte, wie bereits erwähnt, zu den Chivas übergingen, wurde er Mitte August 2012 offiziell unter Vertrag genommen. Im restlichen Spieljahr 2012 brachte es der Innenverteidiger unter Trainer Robin Fraser noch zu drei Meisterschaftseinsätzen, von denen er in allen von Beginn an und über die vollen 90 Minuten durchspielte. Weiters kam er in einem Spiel der Reservemannschaft in der MLS Reserve League zum Einsatz. Im Endklassement belegte das Franchise den neunten und damit letzten Rang in der Western Conference und den 18. von 19. Plätzen in der zusammengefassten Gesamttabelle; nur der Toronto FC war in diesem Jahr noch schlechter.
Im darauffolgenden Spieljahr 2013 fand er erst ab Juni in die Mannschaft und war davor zumeist gar nicht im Kader bzw. kam nur zu sehr wenigen Einsätzen. Grund dafür waren unter anderem Verletzung, die er noch auskurierte. Ab Juni war er daraufhin wieder als Stammkraft im Einsatz und kam bis zum Ende der regulären Saison auf eine Bilanz von 23 Ligaspielen, von denen er in 18 von Beginn an startete. Dabei startete er in diesem Jahr bei den Chivas für drei verschiedene Trainer; auf José Luis Sánchez Solá folgte der Interimstrainer Sacha van der Most van Spijk, auf den wiederum der Mexikaner José Luis Real folgte. Tore oder Torvorlagen blieben in diesem Jahr aus; darüber hinaus brachte er es auch zu zwei Spielen für die Reservemannschaft. Für seine Leistungen in der fünften Spielrunde wurde er unter anderem ins MLS Team of the Week gewählt. Im Endklassement kam das Franchise nicht über den letzten Platz in der Western Conference hinaus und rangierte auch in der Gesamttabelle auf Rang 18, wobei nur D.C. United noch weniger Punkte erreichte. In diesem Jahr verzeichneten die Chivas zudem den mit Abstand niedrigsten Zuschauerschnitt der gesamten Liga, was mitunter, neben den ausbleibenden Erfolgen, zur baldigen Auflösung des Franchises beitrug. Im Lamar Hunt U.S. Open Cup 2013 schaffte es die Mannschaft bis in die vierte Runde und unterlag dort den Carolina RailHawks aus der Zweitklassigkeit.
Sein auslaufender Vertrag bei den Chivas wurde noch im Herbst 2013 bis ins Spieljahr 2015 verlängert. Nachdem er unter dem neuen Trainer Wílmer Cabrera als Stammspieler ins MLS-Spieljahr 2014 gestartet war, fiel er ab Anfang/Mitte Juli nach einer Knieoperation für mehrere Wochen aus und feierte erst wieder am 1. September seine Rückkehr in die Mannschaft, wobei er hierbei noch als Einwechselspieler zum Einsatz kam. Danach arbeitete er sich rasch wieder zur Stammkraft in der Innenverteidigung hoch und bilanzierte am Saisonende der regulären Spielzeit mit 22 Meisterschaftseinsätzen, von denen er in 20 von Beginn an am Rasen war. Hinzu kam in diesem Jahr auch noch ein Treffer, den er im Saisoneröffnungsspiel seiner Mannschaft, bei einem 3:2-Heimerfolg über Chicago Fire, als Siegestreffer erzielt hatte. Im Lamar Hunt U.S. Open Cup 2014 kam die Mannschaft erneut nicht über die vierte Runde und unterlag dort abermals den Carolina RailHawks aus der Zweitklassigkeit. Bereits zu Beginn des Spieljahres war die baldige Auflösung des Franchises absehbar, nachdem unter anderem der Besitzer des Franchises, der mexikanische Geschäftsmann Jorge Vergara, den CD Chivas USA im Februar 2014 an die Major League Soccer verkaufte. Die Saison schloss Burling mit der Mannschaft noch auf dem siebenten Platz in der Western Conference und dem 16. Platz in der Gesamttabelle ab und wurde dann, nach der Auflösung des Franchises zum Saisonende, über den MLS Waiver Draft zu den Colorado Rapids gedraftet, nachdem er im MLS Dispersal Draft 2014 von keinem anderen Franchise ausgewählt wurde.

### Routinier bei den Colorado Rapids
Elf Jahre nachdem er zuletzt für eine Herrenmannschaft aus Colorado gespielt hatte, kam der 1,96 große Innenverteidiger im Spieljahr 2015 wieder zurück in den Bundesstaat, in dem er aufgewachsen war. Unter Trainer Pablo Mastroeni avancierte er rasch zur Stammkraft in der Abwehrreihe, brachte es aber zu keinem rühmlichen Pflichtspieldebüt für die Rapids, als er im Spiel gegen Philadelphia Union am 7. März 2015 nach zwei klaren Vergehen mit der roten Karte vom Platz geschickt wurde. Dies war zugleich auch die erste rote Karte aller Mannschaften des Spieljahres 2017. Nachdem er in seinen bisherigen acht Jahren in der Major League Soccer bei 119 Einsätzen in der regulären Spielzeit nur zwei Treffer erzielt hatte, gelangen ihm in diesem Jahr gleich zwei Tore (einmal gegen die Columbus Crew am 8. August und einmal gegen D.C. United am 12. September). Darüber hinaus war er in diesem Jahr einer von fünf Spielern der Colorado Rapids, die die Kapitänsschleife trugen. In der regulären Spielzeit kam Burling in 22 Meisterschaftsspielen zum Einsatz, von denen er in jedem einzelnen von Beginn an am Rasen war. Wie bereits mit den Chivas gewohnt, belegte er auch mit den Colorado Rapids nur einen Platz am Tabellenende. Nach der regulären Saison war dies der zehnte und damit letzte Platz in der Western Conference und der 19. und damit vorletzte Platz in der zusammengefassten Gesamttabelle. Im Lamar Hunt U.S. Open Cup 2015 schaffte es das Franchise bis in die fünfte Runde, das Achtelfinale, und schied dort mit 0:1 gegen den Ligakonkurrenten Houston Dynamo vom laufenden Wettbewerb aus. Bei den Rapids, die den niedrigsten Zuschauerschnitt aller 20 Mannschaften in diesem Jahr hatten, wurde sein zu Saisonende auslaufender Vertrag nicht weiter verlängert bzw. die Option im Vertrag nicht gezogen.
Im Januar 2016 nahm das Franchise aus Colorado den mittlerweile zum Free Agent gewordenen Bobby Burling doch wieder unter Vertrag. Weiterhin als Stammkraft setzte in Mastroeni stets von Beginn an ein, wobei Burling erst ab Juni für sieben Meisterschaftsspiele pausierte, nachdem er sich während der Copa América Centenario, die zu spielfreien Wochen in der MLS führte, einer weiteren Knieoperation unterzog. In der Zeit seiner Abwesenheit gewannen die Rapids zwei Spiele, spielten in vier Partien unentschieden und verloren ein Match. Am 21. Mai 2016 kam er bei einem 1:0-Auswärtssieg über den Seattle Sounders FC zu seinem 150. Einsatz in der Major League Soccer. Aufgrund eines Turf Toe, einer relativ seltenen Sportverletzung, bei dem es zu einem Riss der kurzen Beugesehnen der Großzehe im Bereich der Sesambeine kommt, fiel er in diesem Spieljahr erneut für sechs Meisterschaftsspiele aus. In diesem Zeitraum seiner Abwesenheit gelangen der Mannschaft vier Siege, jedoch verlor sie auch zweimal. In diesem Jahr erzielte er auch wieder einen Treffer in der regulären Saison und kam bis zum Ende dieser in 16 Meisterschaftspartien, davon in allen von Beginn an, zum Einsatz. Mit den Colorado Rapids absolvierte er dabei eine, gegenüber dem Vorjahr, sehr erfolgreiche Saison und schaffte es im Endklassement der regulären Spielzeit auf den zweiten Platz und nahm das erste Mal seit Jahren wieder an einer saisonabschließenden Play-off-Phase teil. Dabei besiegten die Rapids in den Conference Semifinals Los Angeles Galaxy nur knapp und stiegen in die Conference Finals auf, in denen sie schließlich dem späteren Sieger des MLS Cups, dem Seattle Sounders FC, mit einem Gesamtscore von 1:3 unterlagen. Im Lamar Hunt U.S. Open Cup 2016 schied die Mannschaft erst im Achtelfinale nach der Verlängerung mit 1:2 gegen den FC Dallas vom laufenden Turnier aus.
Sein Saisondebüt 2017 gab der mittlerweile 32-Jährige am 18. März 2017, als er beim 2:2-Heimremis gegen Minnesota United für den verletzten Axel Sjöberg eingewechselt wurde.